# Panamerikanische Spiele 2015/Leichtathletik – 3000 m Hindernis der Frauen
Der 3000-Meter-Hindernislauf der Frauen bei den Panamerikanischen Spielen 2015 fand am 24. Juli im CIBC Pan Am und Parapan Am Athletics Stadium in Toronto statt.
Elf Läuferinnen aus sieben Ländern nahmen an den Lauf teil. Die Goldmedaille gewann Ashley Higginson nach 9:48,12 min, was auch ein neuer Rekord der Panamerikanischen Spiele war. Silber ging an Shalaya Kipp mit 9:49,96 min und die Bronzemedaille gewann Geneviève Lalonde mit 9:53,03 min.

## Rekorde
| Weltrekord        | Gulnara Galkina | 8:58,81 min | Olympische Spiele 2008 in Peking, Volksrepublik China | 17. August 2008 |
| Rekord der Spiele | Sabine Heitling | 9:51,13 min | Panamerikanische Spiele in Rio de Janeiro, Brasilien  | 28. Juli 2007   |

## Ergebnis
24. Juli 2015, 18:30 Uhr
| Platz | Athletin                 | Land               | Zeit (min) |
| ----- | ------------------------ | ------------------ | ---------- |
|       | Ashley Higginson         | Vereinigte Staaten | 9:48,12 PR |
|       | Shalaya Kipp             | Vereinigte Staaten | 9:49,96    |
|       | Geneviève Lalonde        | Kanada             | 9:53,03    |
| 4     | Erin Teschuk             | Kanada             | 10:02,33   |
| 5     | Ana Cristina Narváez     | Mexiko             | 10:04,86   |
| 6     | Tatiane da Silva         | Brasilien          | 10:10,73   |
| 7     | Belén Casetta            | Argentinien        | 10:24,54   |
| 8     | Cinthya Paucar           | Peru               | 10:35,16   |
| 9     | Andrea Ferris            | Panama             | 10:40,10   |
|       | Rolanda Bell             | Panama             | DNF        |
|       | Juliana Paula dos Santos | Brasilien          | DNF        |